# Zeche Osterfeld

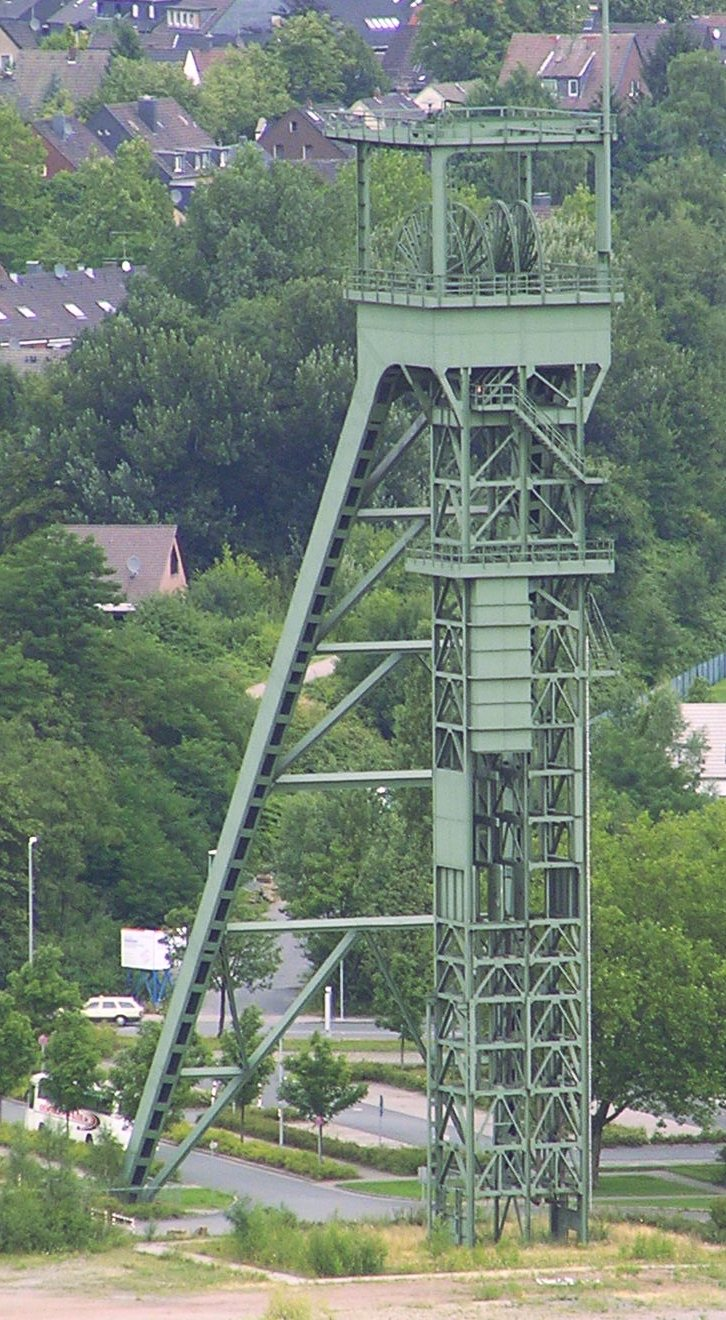
Paul-Reusch-Schacht heute

Die Zeche Osterfeld war ein Steinkohlebergwerk in Oberhausen-Osterfeld. Sie war Anfang des 20. Jahrhunderts eine der größten und leistungsfähigsten Zechen des Ruhrgebiets und befand sich im Feld Oberhausen der Gutehoffnungshütte (GHH). Der Name des Bergwerks ist von dem Ort abgeleitet, in dem sich das Bergwerk befand. Die Zeche war von 1879 bis 1992 in Betrieb, die Anfänge reichen bis Mitte des 19. Jahrhunderts zurück.

## Geschichte

### Die Suche nach Kohle
1853 begann in der Gemeinde Osterfeld die Suche nach Steinkohle. Hierzu wurden Explorationsbohrungen durch das Deckgebirge erstellt. Bereits in der Anfangsphase kam es bei diesen Bohrungen zu einem tödlichen Unfall. Außerdem bereiteten die Bohrarbeiten bei einer Teufe von 225 Metern der Bohrmannschaft große Schwierigkeiten. Das Gestein war so hart, dass täglich nur ein Bohrfortschritt von 2,5 Zentimetern erreicht wurde. 1855 und 1856 wurde bereits an 15 Stellen nach Kohle gebohrt. Die ersten Steinkohlen wurden in der Nähe von Eschenbrock am Grafen-Garten angebohrt. Der Finder dieser Lagerstätte war der Schreiner Hagedorn zu Essen. Ihm gelang es, im Bereich Eschenbrock gleich mit drei Bohrungen auf Steinkohle zu treffen. Hagedorn verkaufte seine Grubenfelder an die Gutehoffnungshütte. Die Hütte Jacobi, Haniel & Huyssen hatte durch eigene Bohrmannschaften zwischen dem Gut Schulte-Venn und der Waghalz-Brücke drei Bohrungen niederbringen lassen, war dabei jedoch erfolglos geblieben. Auch im Bereich des Hofes Winkelhecks war eine Bohrmannschaft erfolglos tätig. 1873 reichte die Gutehoffnungshütte beim Bergamt Gelsenkirchen einen Betriebsplan zum Bau der Zeche Osterfeld ein.

### Die Errichtung des Bergwerks
1873 wurde der erste Schacht der Zeche Osterfeld abgeteuft. Der Schachtansatzpunkt befand sich an der Zechenstraße, der heutigen Vestischen Straße. Am 16. April 1874 kam es im Schacht bei einer Teufe von 34 Metern zu einem Schwimmsandeinbruch, dabei ging der gesamte Schacht zu Bruch. Der Schacht wurde deshalb aufgegeben und im Juli 1874 wurde davon ein neuer Schacht angesetzt. Dieser Schacht hatte einen Schachtdurchmesser von sechs Metern. 1876 erreichte der Schacht bei einer Teufe von 238 Metern das Karbon. Noch während der Teufarbeiten wurden die ersten Tagesanlagen und das Kesselhaus errichtet sowie eine Gestängewasserhaltung eingebaut. Außerdem wurden Anschlüsse an die Westfälische Bahn, an die Rheinische Bahn und an die Emschertalbahn erstellt. 1878 wurde im Schacht bei einer Teufe von 276 Metern (−228 m NN) die 1. Sohle und später bei einer Teufe von 377 Metern (−329 m NN) die 2. Sohle angesetzt. Im September desselben Jahres wurde das Abteufen bei 397 Meter vorläufig eingestellt. Da die Zeche zu diesem Zeitpunkt nur diesen einen Schacht besaß, wurde für die Wetterführung im Schacht ein Wetterscheider eingebaut. Der nötige Unterdruck zum Absaugen der Abwetter wurde durch den Kamin des Kesselhauses erzeugt.

### Die ersten Betriebsjahre
1879 wurde das Bergwerk in Zeche Osterfeld (Schacht 1) umbenannt. Gleichzeitig wurde dieser Betriebsbereich selbstständig. Am 3. Oktober 1879 ging der Schacht in Förderung. Als Antrieb diente eine Dampffördermaschine mit einer Leistung von 400 PS. Das Baufeld umfasst zu diesem Zeitpunkt eine Fläche von 8,6 km2. Die für den Betrieb des Bergwerks benötigten ersten Kohlenhauer und Steiger stammten aus dem südlichen Ruhrgebiet und dem Aachener Raum. Hilfsarbeiter kamen aus der näheren Umgebung und dem Münsterland und wurden im Laufe der Jahre zu Kohlenhauern ausgebildet. Fast alle untertägigen Arbeiten wurden manuell durchgeführt. Die Kohle wurde mit Keilhauen gewonnen, Sprengungen waren wegen der Schlagwettergefahr verboten. In der Streckenförderung kamen Grubenpferde zum Einsatz. 1880 wurde bei einer Teufe von 441 Metern (−393 m NN) eine Hilfssohle in südlicher Richtung aufgefahren und der Schacht tiefergeteuft. über Tage wurden die Kohlenwäsche und die Mannschaftskaue in Betrieb genommen. Die Kaue war nur mit einem großen Wasserbassin ausgerüstet, in dem sich die Bergleute nach der Arbeit waschen konnten. 1883 wurde bei einer Teufe von 485 Metern (−437 m NN) die 3. Sohle angesetzt.
Aufgrund einer Forderung der Bergbehörde von 1881, nach der alle Bergwerke über einen zweiten Fluchtweg verfügen müssen, wurde die Zeche Osterfeld 1885 untertägig mit der Zeche Oberhausen verbunden. Am 4. Dezember 1885 ereignete sich in einer Abteilung der Zeche eine Schlagwetterexplosion, bei der zwölf Bergleute ums Leben kamen. Die Abteilung musste infolgedessen aufgegeben werden. Im darauffolgenden Jahr wurde über Tage ein Grubenlüfter installiert. Der Lüfter wurde mit einer Dampfmaschine angetrieben und brachte eine spürbare Verbesserung der Bewetterung und eine bessere Wetterkühlung. 1895 wurde eine Kokerei in Betrieb genommen. 1897 wurde bei einer Teufe von 586 Metern (−538 m NN) die 4. Sohle angesetzt. Diese Sohle wurde nicht direkt vom Hauptschacht, sondern über einen Blindschacht angesetzt. Aufgrund der steigenden Kohlenförderung verschlechterte sich das Grubenklima wieder. Daher beschloss die Werksleitung, einen zweiten Schacht abzuteufen.
Ab 1898 wurde neben Schacht 1 der Schacht 2 mit fünf Metern Durchmesser niedergebracht. Der Ansatzpunkt dieses Schachtes lag 185 Meter östlich von Schacht 1. 1897 erreichte Schacht 2 bei einer Teufe von 238 Metern das Karbon. Es wurde ein Durchschlag mit der 2. Sohle erstellt. Der Schacht wurde mit einem neuen Grubenlüfter ausgerüstet. Im Juli 1900 wurde der Schacht Osterfeld 2 als Abwetterschacht und Schacht Osterfeld 1 als Frischwetterschacht eingesetzt.

### Das 20. Jahrhundert
1902 erreichte der Wetterschacht (Schacht 2) die 4. Sohle, es wurde mit der Förderung begonnen und die Gestängewasserhaltung wurde durch eine modernere Wasserhaltung mit zwei Kolbenpumpen ersetzt. Diese Pumpen wurden mittels Dampf angetrieben und auf der 4. Sohle installiert. 1903 erreichte der Schacht seine Endteufe von 612 Metern, alle Einstriche und die Schachtführung wurden eingebaut. Die Gutehoffnungshütte AG beabsichtigte, die Kohlenförderung zu intensivieren. Um höhere Förderkapazitäten bieten zu können, reichte es nach Planungen der Werksleitung nicht aus, nur die Belegschaft aufzustocken, sondern es wurde ein weiterer Schacht benötigt. Noch 1903 wurde mit den Teufarbeiten für den Wetterschacht 3 begonnen. Der Schachtansatzpunkt befand sich nördlich der Schächte 1 und 2. Der Schacht hatte einen Schachtdurchmesser von 6,1 Metern. Noch im selben Jahr wurde der Schacht mit der 3. Sohle durchschlägig. Im November 1904 wurde der Schacht mit der 4. Sohle durchschlägig. 1905 wurden zwei neue Grubenlüfter in Betrieb genommen, die eine Wettermenge von 16.000 m3 pro Minute absaugen konnten. 1906 ging der Wetterschacht 3 als einziehender Schacht in Betrieb. Die Schächte 1 und 2 dienten nun als Abwetterschächte und Schacht 3 als Frischwetterschacht. 1907 wurde bei einer Teufe von 296 Metern (−248 m NN) eine neue 1. Sohle angesetzt. Diese neue Sohle diente der Ausrichtung des Nordfeldes.
Nach 1905 wurde begonnen, den Grubenbetrieb technisch zu verbessern. In der Streckenförderung wurden Grubenloks eingesetzt, die 170 Grubenpferde wurden nach und nach aufs Altenteil geschickt. In der Hauptwasserhaltung wurden die zwei dampfgetriebenen Pumpen gegen zwei elektrische Kreiselpumpen ausgetauscht. Der Strom für die beiden Pumpen wurde von einem übertägig installierten Generator erzeugt. Trotz der Bewetterung über drei Schächte blieben die Grubenbaue von Osterfeld stark schlagwettergefährdet. Insbesondere die weitere Ausdehnung des Grubengebäudes zwang die Werksleitung zum Handeln. Aus diesem Grund wurde 1912 begonnen, den Wetterschacht 4 abzuteufen. Der Schacht befand sich im Nordfeld, 1,7 Kilometer nördlich der Schächte 1 bis 3. Am 3. Juli Sommer kam es zu einem weiteren Grubenunglück. Bei einer Schlagwetterexplosion verloren 16 Bergleute ihr Leben. Bei der bergbehördlichen Untersuchung des Unglücks wurde als Ursache menschliches Fehlverhalten festgestellt. In einem Aufbruch waren zwecks Sprengung fünf Bohrlöcher erstellt worden. Bei diesen Bohrarbeiten war ein Kohlenflöz mit angebohrt worden. Bei den folgenden Sprengarbeiten war, anstelle des für solche Sprengungen vorgeschriebenen Wettersprengstoffes, Dynamit verwendet worden. Dessen Detonation entzündete das aus den Bohrlöchern ausströmende Methan, das aus dem angebohrten Kohlenflöz ausströmte. 1914 erreichte der Wetterschacht 4 bei einer Teufe von 314 Metern das Karbon. Es wurde ein Durchschlag mit der 2. Sohle erstellt.

### Die Zeit der beiden Weltkriege

#### Der Erste Weltkrieg
Mit Ausbruch des Ersten Weltkrieges und der damit verbundenen Mobilmachung wurden auch viele Bergleute innerhalb kurzer Zeit zum Kriegseinsatz eingezogen. Aufgrund dieser Maßnahme halbierte sich auf der Zeche Osterfeld die Belegschaftszahl der Untertagebelegschaft. Die Werksleitung versuchte dieses zu kompensieren, indem sie unter Tage Bergjungarbeiter einsetzte, die noch keine 16 Jahre alt waren. Aber auch diese Maßnahme konnte den Rückgang der Belegschaft nicht stoppen, bis 1915 sank die Belegschaft stetig. In den darauffolgenden Jahren wurde der Wetterschacht 4 tiefer geteuft und erreichte 1916 die 4. Sohle. Der Schacht erhielt einen verklinkerten, 43 Meter hohen Förderturm. Im Turmkopf befand sich die elektrische Fördermaschine. Ab 1922 wurden in der Streckenförderung nur noch Druckluftlokomotiven und Diesellokomotiven eingesetzt, es gab auf der Zeche Osterfeld keine Grubenpferde mehr. 1924 wurde der Wetterschacht 4 als Seilfahrtsschacht in Betrieb genommen. Von 1928 bis 1931 wurde die Kokerei umfassend erneuert. 1930 und 1931 kam es zu erheblichen Absatzproblemen. Aus diesem Grund nahm die Gutehoffnungshütte AG mehrere Maßnahmen zur Förderanpassung vor. Zunächst versuchte man, die Förderung mittels Feierschichten an den Absatz anzupassen, jedoch brachte diese Maßnahme auch keine dauerhafte Lösung für das Absatzproblem. Der nächste Anpassungsschritt wurde 1931 mit der Stilllegung der Zechen Hugo und Oberhausen sowie der Kokereien Sterkrade und Jacobi getätigt. 1931 wurde das Grubenfeld der stillgelegten Zeche Oberhausen von der Zeche Osterfeld übernommen. Ab 1932 wurde die Zeche Osterfeld zur Großschachtanlage ausgebaut. Am 1. Februar 1933 wurde die Zeche Sterkrade mit dem Schacht Hugo übernommen. Die Zeche Sterkrade wurde im März 1933 aus der Förderung herausgenommen. Die im Feld Sterkrade abgebauten Kohlen wurden unter Tage zur Zeche Osterfeld gefördert und dort zu Tage gefördert. Die Schächte Osterfeld 1 bis 3 wurden als Förderschächte beibehalten, die Schächte Sterkrade 1 und Sterkrade 2, der Schacht Hugo und der Schacht Osterfeld 4 übernahmen die Seilfahrt, die Bewetterung und den Materialtransport.
Auch unter Tage wurden nach 1933 fortwährend modernere Betriebsmittel eingesetzt. Die Kohlen wurden mittels Abbauhammer aus den Flözen herausgelöst, dort wo härtere Kohlen anstanden, wurden Schrämmaschinen eingesetzt. Die hereingewonnenen Kohlen wurden mit Schüttelrutschen und Stahlgliederbändern zu den Ladestellen gefördert. Aufgrund dieser moderneren Techniken war es möglich, die Abbaubetriebsleistung in den sieben Abbaubetrieben des Bergwerks auf 560 Tonnen pro Tag zu steigern. 1935 wurde begonnen, den Schacht 4 tiefer zu teufen. 1936 wurde bei einer Teufe von 780 Metern (−740 m NN) die 5. Sohle angesetzt. 1938 wurde im Schacht Sterkrade 1, bei gleicher Teufe, die 5. Sohle angesetzt. Aufgrund der Steigerung der Produktion im deutschen Steinkohlenbergbau kam es zu einer Verbesserung der wirtschaftlichen Lage in Deutschland. Eine weitere Steigerung war zu dieser Zeit bei dem Stand der Bergbautechnik nicht möglich und konnte nur mit mehr Arbeitskräften erbracht werden. Aus diesem Grund wurde am 1. April 1938 vom NS-Regime die sogenannte „Göring-Verordnung“, mit der die Arbeitszeiten von 8¾ auf 9¾ Stunden erhöht wurden, eingebracht. Dennoch fehlten auch auf der Zeche Osterfeld eine Vielzahl an Arbeitern und trotz steigender Belegschaftszahlen konnten nicht alle freien Arbeitsplätze belegt werden.

#### Der Zweite Weltkrieg
1942 wurde auf der 5. Sohle zwischen den Grubenfeldern Osterfeld und Sterkrade ein Durchschlag erstellt. Im Zweiten Weltkrieg erlitt die Zeche starke Zerstörungen. Schacht 3 erhielt am 26. März 1944 einen Bombenvolltreffer. Dabei wurden die Förderseile zerrissen, worauf die Förderkörbe in den Schacht stürzten. Die Trümmerteile der Förderkörbe zerstörten die Schachteinbauten und den Schachtausbau. Die anschließenden Reparaturen dauerten bis zum Mai desselben Jahres. Im November desselben Jahres wurde bei einem weiteren Bombenangriff der Schacht 3 erneut getroffen. Das Fördergerüst wurde zerstört und fiel auf den Schachtdeckel. Der Schacht fiel damit für die Förderung aus. Außerdem wurden bei diesem Bombenangriff das Fördermaschinengebäude mit den Fördermaschinen und dem Grubenlüfter völlig zerstört. Am 24. März 1945 wurde das Kraftwerk Sterkrade durch einen Bombentreffer stark beschädigt, dadurch kam der Betrieb auf dem Bergwerk zum Erliegen. Am 30. März besetzen amerikanische Truppen die Zeche Osterfeld. Nach dem Ende des Zweiten Weltkriegs war das Bergwerk stark beschädigt. Nicht nur der Schacht 3, auch viele Betriebsgebäude waren zerstört.
Nach dem Zweiten Weltkrieg wurde der Wiederaufbau der Zeche Osterfeld zunächst durch die Bestimmungen der Alliierten stark behindert. Dennoch wurden in den folgenden Monaten wichtige Reparaturen durchgeführt und über Tage aufgeräumt. Am 29. Juni 1945 erfolgte die Wiederaufnahme der Förderung. Da viele Bergleute aufgrund der Nahrungsmittelknappheit auf sogenannten Hamsterfahrten versuchten, ihre Familien mit Lebensmitteln zu versorgen, lief der Betrieb zunächst nur sehr schleppend an. Im Dezember desselben Jahres wurde das Bergwerk von englischen Besatzungstruppen besetzt. Allerdings konnte auch durch diese Maßnahme das Bergwerk nicht schneller wieder auf eine erhöhte Leistung gebracht werden. Im Oktober desselben Jahres wurde die Göringverordnung aufgehoben und auf dem Bergwerk wieder die Acht-Stunden-Schicht eingeführt. Im Januar 1946 konnte der Schacht 2 wieder in Förderung gehen. 1948 wurde der Zentralschacht 3 neu durchgeteuft. Anschließend wurden die Kohlenwäsche und die Kokerei wieder erneuert. 1949 wurde der Schacht Hugo umbenannt in Schacht Hugo Haniel. Des Weiteren wurde dieser Betriebsbereich, als eigenständiger, jedoch stillliegender Betriebsbereich, ausgegliedert.
Der zerstörte Schacht 3 wurde von 1948 bis 1950 wiederhergestellt und am 8. Mai 1950 wieder in Betrieb genommen. Zu Ehren des früheren Direktors der GHH AG Paul Reusch wurde der Schacht in „Paul-Reusch-Schacht“ umbenannt. Am Schacht Osterfeld 4 wurde in diesem Jahr ein neuer Grubenlüfter in Betrieb genommen. Schacht 4 übernahm ab diesem Zeitpunkt einen Teil der Abwetter der Zeche Osterfeld. Am 28. Mai 1952 wurden die Zechen Osterfeld, Franz Haniel und Jacobi aufgrund eines Erlasses der alliierten Besatzungsmächte aus dem GHH ausgegliedert. Die Zechen wurden in eine neugegründete Gesellschaft, die Bergbau AG Neu Hoffnung, überführt. Mitte der 1950er Jahre waren die Förderanlagen im Schacht 1 technisch so sehr veraltet, dass sie nicht mehr den Anforderungen genügten. Um die Förderanlagen zu modernisieren, wurden die Seilfahrt und die Materialförderung ab dem Jahr 1956 größtenteils über den Schacht Osterfeld 4 getätigt. 1957 wurde das Bergwerk wieder in die HOAG eingegliedert.

### Die Kohlekrise

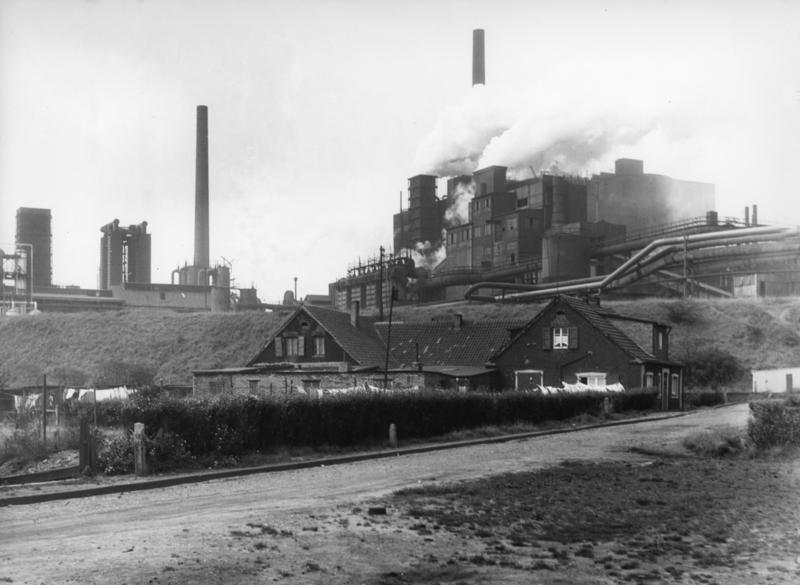
Zeche Osterfeld 1959

Aufgrund von verschiedenen Ursachen kam es 1957 zu Absatzstockungen und als Folge davon zur Kohlekrise. Viele Bergwerke mussten geschlossen werden, andere wurden zur Förderanpassung modernisiert. Auch die Zeche Osterfeld blieb von der Kohlekrise nicht verschont. Im Zuge dieser Krise nahm die neue Betreibergesellschaft Hüttenwerke Oberhausen AG (HOAG) umfangreiche Maßnahmen zur Konzentration der Förderung vor. Im September 1957 wurde mit verschiedenen Umbaumaßnahmen begonnen. Schacht 1 wurde 1957 mit einer neuartigen Vierseilgefäßförderung ausgestattet. Gleichzeitig wurde über dem Schacht ein geschlossener Förderturm errichtet. Der Förderturm hatte eine Höhe von 72 Metern und wurde mit eloxierten Aluminiumblechen verkleidet. Im Turm wurde eine 4,4 Megawatt starke elektrische Turmfördermaschine eingebaut. Auch unter Tage gab es zahlreiche Modernisierungsmaßnahmen. In den Streben wurden nun Reibungsstempel eingesetzt, dadurch wurde die Gewinnung der Kohle wesentlich verbessert, da nun eine stempelfreie Abbaufront beim Strebbau ermöglicht wurde. Die Gewinnung auf der Zeche Osterfeld erfolgte aber weiterhin mit Abbauhämmern und mit Schrämmaschinen. 1958 wurden für die Förderung der hereingewonnenen Kohlen auch im Streb anstelle der Schüttelrutschen nur noch Kratzkettenförderer eingesetzt. 1959 wurde der Schacht Hugo Haniel bis zur 5. Sohle wieder in Betrieb genommen. 1963 wurde im Nordfeld mit dem Abteufen des Wetterschachtes Nord begonnen. Dieser Schacht war für die Bewetterung des Nordfeldes geplant und wurde später nur noch Schacht Nord genannt. Der Schachtansatzpunkt des Nordschachtes befand sich in Schmachtendorf. Der Schacht hatte einen Schachtdurchmesser von 7,3 Metern und wurde im Gefrierverfahren erstellt. Zusätzlich wurden etwa um 1963 zwei Blindschächte zum Aufschluss der 6. Sohle abgeteuft. 1965 erfolgte der Durchschlag mit der Zechen Franz Haniel und Jacobi, der Nordschacht erreichte bei einer Teufe von 446 Metern das Karbon und bei einer Teufe von 530 Metern (−474 m NN) erfolgte der Durchschlag mit der 3. Sohle. 1966 wurde bei einer Teufe von 766 Metern (−710 m NN) die 5. Sohle, 1967 bei einer Teufe von 975 Metern (−919 m NN) die 6. Sohle angesetzt. 1967 erreichte der Nordschacht bei 1020 Metern seine vorläufige Endteufe.
1968 wurde die Ruhrkohle AG gegründet und die Bergbaubetriebe der HOAG wurden in die neugegründete Ruhrkohle AG eingegliedert. Die Zeche Osterfeld wurde der „Bergbau AG Oberhausen“ angegliedert. In diesem Jahr wurde begonnen, den Schacht 1 tiefer zu teufen, außerdem ging der Nordschacht in Betrieb. Die Bergbau AG Oberhausen setzte für ihre Bergwerke neue Ziele. Die Zeche Osterfeld sollte eine durchschnittliche Fördermenge von 10.500 Tonnen Steinkohle pro Tag erbringen. Diese Kohlen sollten zur Versorgung der angegliederten Kokerei dienen. Zu diesem Zeitpunkt förderte das Bergwerk aus zwei Abbauschwerpunkten. Zum einen aus dem Südteil des Baufeldes mit den Schächten Osterfeld 1 bis 4 und zum anderen dem Nordfeld mit dem Schacht Hugo Daniel. Aufgrund dieser Vorgaben wurde von der Werksleitung beschlossen, den gesamten Abbau in das Nordfeld zu verlegen. Die verbliebenen Lagerstättenteile im Südfeld wurden aufgegeben. 1969 erfolgte die Stilllegung und Verfüllung von Schacht 2. Anfang der 1970er Jahre werden besondere Maßnahmen zur Beherrschung des in den größeren Teufen vorkommenden Gebirgsdrucks angestrebt. Um den Druck, der auf dem Streckenausbau lastete, besser beherrschen zu können, wurden ab dieser Zeit zur Hinterfüllung der Ausbausegmente hydraulisch abbindende Baustoffe verwendet. In der Zeit von 1971 bis 1973 wurde die Kokerei „Osterfeld 1/3“ grunderneuert. Hierfür wurde südlich der bereits bestehenden Koksbatterien eine neue Koksofenanlage installiert. Diese Anlage bestand aus 96 Großraumöfen, die dem neuesten Umweltstandard entsprachen. Am 15. März 1973 ging die neue Kokerei in Betrieb. Die Anlage konnte täglich bis zu 4300 Tonnen Koks erzeugen. 1974 wurde begonnen, den Wetterschacht 5 tiefer zu teufen und der Nordschacht nahm endgültig seinen Dienst als nördliche Seilfahrtsanlage auf. Die 6. Sohle wurde Hauptfördersohle. Im November 1974 kam es in einem Abbaubetrieb im Flöz Gustav nach Beendigung der Abbauarbeiten zu einem Grubenbrand. Von der Grubenwehr wurden sofort Löscharbeiten durchgeführt. Hierfür wurden die Abbaustrecken abgedämmt und der Brand wurde durch Inertisierung von Stickstoff erstickt. Die Maßnahmen waren so erfolgreich, dass bereits vier Wochen danach der Nachbarbetrieb gefahrlos die Gewinnung aufnehmen konnte.
1975 wurde der Schacht 5 mit der 6. Sohle durchschlägig. Die abgebauten Kohlen wurden nun über eine elf Kilometer lange Großbandanlage vom Nordschacht zu den Osterfelder Schächten gefördert. 1977 wurde im Baufeld Osterfeld 5/6 über einen Förderberg die 7. Sohle ausgerichtet. Die 7. Sohle, auch 1200-Meter-Sohle genannt, befand sich bei einer Teufe von 1250 Metern (−1210 m NN). Es wurde begonnen, den Wetterschacht 8 (Nordschacht) tiefer zu teufen. 1979 wurde im Wetterschacht 8 bei einer Teufe von 1252 Metern (−1196 m NN) die 7. Sohle angesetzt. Der Materialtransport auf den Sohlen erfolgte mittels Akku- und Dieselloks. Für den Transport in den Flözstrecken wurden Einschienenhängebahnen und Dieselzuglaufkatzen eingesetzt. Damit die Bergleute zügig von und zu ihren Arbeitsplätzen kommen konnten, wurden zwischen den Seilfahrtschächten Personenzüge eingesetzt. Diese Züge fuhren im regelmäßigen Takt nach einem vorgegebenen Fahrplan. In den Abbaustrecken wurden Förderbänder mit einer Geschwindigkeit von 2,5 Meter pro Sekunde von den Bergleuten für die Fahrung genutzt. 1980 erfolgte im Baufeld Osterfeld 1/3 über den Hugoberg der Durchschlag mit der 7. Sohle von Wetterschacht 8. 1981 wurde die 7. Sohle Hauptfördersohle und es wurde begonnen, den Schacht 6 tiefer zu teufen. 1982 wurde die 7. Sohle zwischen Schacht 4 und den Schächten 5 und 6 durchschlägig. 1983 wurde der Schacht 6 bis zur 7. Sohle befahrbar. Aufgrund der klimatischen Schwierigkeiten im Nordfeld wurde 1983 am Nordschacht eine Wetterkühlmaschine mit einer Kälteleistung von 7,5 Megawatt in Betrieb genommen. Um die untertägigen Betriebe mit genügend Baustoff zu versorgen, wurde eine zentrale Baustoffversorgung installiert. 1984 wurde der Schacht 4 mit einem neuen Fördergerüst ausgestattet. Das Grubenfeld umfasste zu diesem Zeitpunkt eine Fläche von 44,5 km2. Der größte Teil des Grubenfeldes lag unter dem nördlichen Teil der Stadt Oberhausen. Nur im Westen und Norden lag das Grubenfeld geringfügig unter den Gebieten der Städte Dinslaken und Duisburg.

### Die letzten Jahre bis zur Stilllegung
Die sich verschärfende Absatzsituation für Kokskohle und Koks führte ab Ende der 1980er Jahre zu einer schrittweisen Außerbetriebnahme des Förderstandortes Osterfeld. Die Kokerei wurde am 13. März 1988 stillgelegt. Die Betriebsanlagen der Kokerei wurden bis zum Herbst 1990 abgebrochen. 1989 beschloss die Ruhrkohle AG den Zusammenschluss der Zeche „Osterfeld“ mit der benachbarten Zeche Lohberg zum „Bergwerk Lohberg-Osterfeld“. Der Förderstandort Osterfeld sollte aufgegeben, das restliche Grubenfeld von Zeche „Lohberg“ aus abgebaut werden. Dieser Zusammenschluss wurde am 1. Juli 1989 vollzogen.
Das Nordfeld mit dem Nordschacht wurde vorerst in das Grubengebäude des neuen Verbundbergwerks integriert. Die abgebauten Kohlen aus dem Baufeld Osterfeld wurden über eine Bandstraße unter Tage bis zum Standort Lohberg gefördert. Diese Bandstraße hatte eine Länge von über fünf Kilometern und ging am 2. Januar 1992 in Betrieb. Die Bandstraße wurde mit der neuesten Prozeßleittechnik gesteuert, die Antriebsmotoren waren über Frequenzumrichter angetrieben. Dadurch war eine optimale Beladung und Ausnutzung der Förderbänder gewährleistet. Im Oktober 1993 wurden die Schächte „Osterfeld“ 4 und „Hugo Haniel“ verfüllt, im November folgten die Schächte „Osterfeld“ 1 und „Osterfeld“ 3. Diese Schächte wurden mit bergbehördlicher Genehmigung nur teilverfüllt. Am 10. November 1993 wurde die Aufbereitung und am 12. Januar 1994 der Förderturm des Schachtes „Osterfeld“ 1 gesprengt. Bis zum Ende des ersten Quartals 1995 wurden die weiteren Tagesanlagen der Zeche „Osterfeld 1/3“ bis auf das Fördergerüst des „Paul-Reusch-Schachtes“ sowie einige Eingangsgebäude abgebrochen. Der Schacht Sterkrade 2 und die Grubenlüfter wurden noch bis zum Dezember 1995 in Betrieb gehalten, danach wurde der Schacht teilverfüllt und die Anlagen abgerissen. Der Betrieb der Kaue wurde am 31. März 1998 stillgelegt. Nach der Schließung der Kauen auf dem Betriebsbereich Osterfeld wurden die Bergleute zum Betriebsbereich Lohberg verlegt. Von dort wurden die Bergleute eines Abbaureviers noch bis zum 31. Mai 1998 mit Bussen zum Baufeld Osterfeld befördert, um den letzten Abbaubetrieb noch bis zu Ende zu fahren. 2006 wurde der Nordschacht verfüllt und die Tagesanlagen im November 2007 abgerissen. Das Gelände wurde wieder begrünt.

## Förderung und Belegschaft
Die ersten bekannten Förder- und Belegschaftszahlen stammen von 1878, damals wurden mit 213 Bergleuten eine Förderung von 30.000 Tonnen Steinkohle erbracht. 1879 waren bereits 400 Bergleute auf der Zeche beschäftigt, die eine Förderung von rund 81.000 Tonnen Steinkohle erbrachten. 1885 wurden bereits 161.977 Tonnen Steinkohle gefördert. Diese Förderung wurde von 713 Bergleuten erbracht. 1890 wurden von 1083 Bergleuten 278.252 Tonnen Steinkohle gefördert. 1893 erreichte die Förderung bereits die 500.000 Tonnen Marke. 1895 wurden bereits 525.690 Tonnen Steinkohle gefördert. Die Belegschaftszahl lag bei 1609 Bergleuten. 1900 wurden von 2051 Bergleuten 569.415 Tonnen Steinkohle gefördert. 1905 wurden von 3378 Bergleuten 999.500 Tonnen Steinkohle gefördert. 1910 überschritt die Förderung die Marke von einer Million. Mit 4844 Bergleuten wurden 1.251.754 Tonnen Steinkohle gefördert. 1913 wurden von 4133 Bergleuten 1.196.848 Tonnen Steinkohle gefördert. Mit Ausbruch des Ersten Weltkrieges 1914 halbierte sich die Zahl der Bergleute unter Tage, die Förderung sank arbeitstäglich auf 2500 Tonnen. 1915 wurden von 3460 Bergleuten 763.000 Tonnen Steinkohle gefördert. Ab 1916 wurden im Tagesbetrieb Frauen in der Produktion eingesetzt. Die Untertagebelegschaft wurde durch Kriegsgefangene aufgestockt. Dadurch wurde ermöglicht, dass die Zeche 1917 wieder rund 800.000 Tonnen Steinkohle fördern konnte.
Nach dem Ersten Weltkrieg stieg die Belegschaftszahl wieder an, die Förderzahlen sanken trotzdem erneut. 1920 wurden mit 3513 Bergleuten 674.149 Tonnen Steinkohle gefördert. 1925 wurden von 3830 Bergleuten rund 984.000 Tonnen Steinkohle gefördert. 1930 wurden von 2908 Bergleuten 826.784 Tonnen Steinkohle gefördert. Nach 1931 wurden aufgrund der Zusammenlegung der Zechen Hugo und Osterfeld fast 2500 Bergleute entlassen. 1935 wurden von 3294 Bergleuten 1.728.129 Tonnen Steinkohle gefördert. 1940 überstieg die Förderung die 2-Millionen-Marke. Von 4750 Bergleuten werden 2.366.733 Tonnen Steinkohle gefördert. Dies entspricht einer durchschnittlichen Förderung von 8500 arbeitstäglich. Am Ende des Zweiten Weltkrieges sank die Förderung deutlich unter eine Million Tonnen Steinkohle. Mit 3522 Bergleuten werden 303.096 Tonnen Steinkohle gefördert. Die Förderung lag damit etwa auf dem Niveau von 1892. 1950 überstieg die Förderung wieder die Eine-Million-Tonnen-Marke. Mit 5509 Bergleuten wurden 1.246.475 Tonnen Steinkohle gefördert. 1955 wurden von 6381 Bergleuten 2.059.436 Tonnen Steinkohle gefördert. 1960 wurden von 5510 Bergleuten 2.063.301 Tonnen Steinkohle gefördert. 1965 leichter Förderanstieg, trotz sinkender Belegschaftszahl. Es wurden von 4680 Bergleuten 2.156.294 Tonnen Steinkohle gefördert.
1970 sank die Förderung wieder unter zwei Millionen Tonnen. Mit 3068 Bergleuten werden 1.735.872 Tonnen Steinkohle gefördert. 1975 wurde die Zwei-Millionen-Tonnen-Marke wieder überschritten. Von 4538 Bergleuten wurden 2.375.523 Tonnen Steinkohle gefördert. 1980 wurden von 4755 Bergleuten 2.691.779 Tonnen Steinkohle gefördert. 1981 wurde die maximale Förderung des Bergwerks erbracht, sie betrug rund 2.800.000 Tonnen Steinkohle. Es wurde ein Mix aus Gas-, Gasflamm- und Fettkohle gefördert. Die Belegschaftszahl lag in diesem Jahr bei 4836 Bergleuten. 1985 wurden von 4088 Bergleuten 2.198.852 Tonnen Steinkohle gefördert. Die letzten bekannten Förder- und Belegschaftszahlen des Bergwerks stammen von 1988, es wurden mit 3720 Bergleuten 2.190.901 Tonnen Steinkohle gefördert.

## Lage der Schächte
- Schacht 2: 51° 30′ 9,2″ N, 6° 52′ 39,8″ O

## Heutiger Zustand

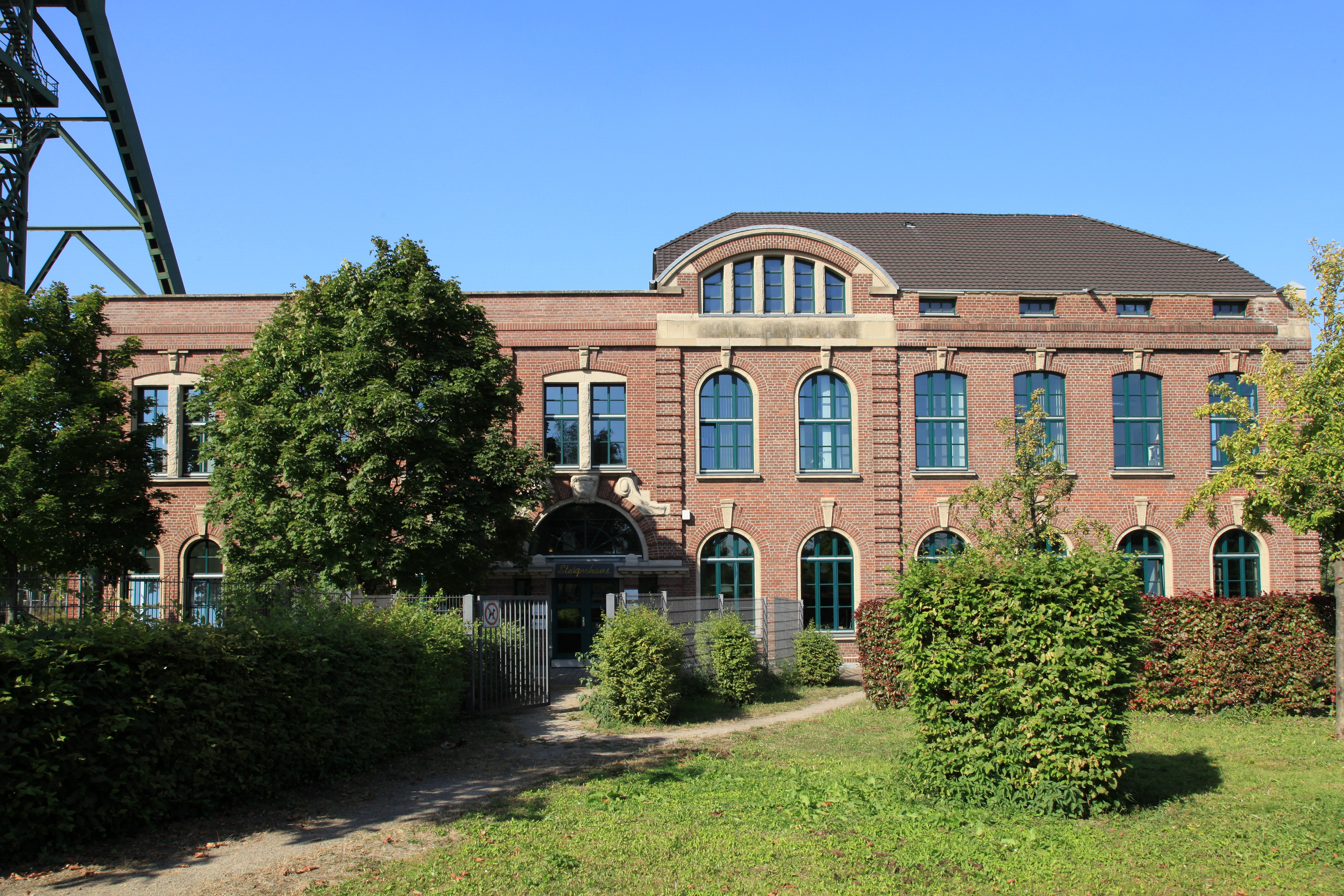
Denkmalgeschütztes Steigerhaus der Zeche Osterfeld

Auf dem Gelände der Zeche „Osterfeld 1/3“ wurde später die Oberhausener Landesgartenschau 1999 (kurz OLGA) durchgeführt. Schacht „Osterfeld 4“ blieb einstweilen erhalten. Über die Nachfolgenutzung des Geländes rund um den Schacht wurde seit dem Juni 1990 lange Zeit gestritten. Das Pförtnerhaus und die Mischhalle wurden unter Denkmalschutz gestellt. Außerdem wurde das Bürogebäude von 1910 als bergbauliches Denkmal eingestuft. Auf der Zeche „Sterkrade“ ist das Fördergerüst über Schacht „Sterkrade 1“ sowie die dazugehörige Schachthalle als Industriedenkmal erhalten. Von Schacht „Hugo Haniel“ findet man heute nur noch den Schachtdeckel und zwei Hinweisschilder im Gelände. Auf einer Wiese in der Nähe der Ripshorster Brücke am Rhein-Herne-Kanal findet man heute noch das Fundament ehemaliger Maschinenlager mit Toren und Mauersteinen der ehemaligen Zeche „Osterfeld“.